# لیلیان هارمر
لیلیان هارمر (انگلیسی: Lillian Harmer؛ ‏ ۸ سپتامبر ۱۸۸۳ – ۱۴ مهٔ ۱۹۴۶) بازیگر اهل ایالات متحده آمریکا بود.
از فیلم‌هایی که وی در آن‌ها نقش داشته‌است، می‌توان به بوکانیر، ستاره‌ای متولد شده‌است، اراذل و اوباش، دشمن قسم خورده، قهرمان شماره یک مردم، تلگراف مهمانی، رمانتیک در منهتن، اسپیت‌فایر، آلیس در سرزمین عجایب، هیچ‌یک از مردانش، زن باهوش، هاکلبری فین و فریادی در شب اشاره نمود.